# Gouvernement Kurz I
Pour les articles homonymes, voir gouvernement Kurz.
IIe République d'Autriche
Kern Löger puis
Bierlein
Le gouvernement Kurz I (en allemand : Bundesregierung Kurz I) est le gouvernement fédéral de la République d'Autriche du 18 décembre 2017 au 28 mai 2019, durant la XXVIe législature du Conseil national.
Il est dirigé par le conservateur Sebastian Kurz, après la victoire de l'ÖVP à la majorité relative aux élections législatives anticipées, et repose sur une « coalition turquoise-bleue » entre conservateurs et nationaux-populistes. Il succède au gouvernement du social-démocrate Christian Kern et cède le pouvoir au gouvernement de technocrates de Brigitte Bierlein après un court intérim de Hartwig Löger, à la suite du renversement de Sebastian Kurz par une motion de censure.

## Historique du mandat
Ce gouvernement est dirigé par le nouveau chancelier fédéral conservateur Sebastian Kurz, précédemment ministre fédéral des Affaires étrangères. Il est constitué et soutenu par une « coalition turquoise-bleue » entre le Parti populaire autrichien (ÖVP) et le Parti de la liberté d'Autriche (FPÖ). Ensemble, ils disposent de 113 députés sur 183, soit 61,7 % des sièges du Conseil national.
Il est formé à la suite des élections législatives anticipées du 15 octobre 2017.
Il succède donc au gouvernement fédéral du chancelier social-démocrate Christian Kern, constitué et soutenu par une « grande coalition » entre le Parti social-démocrate d'Autriche (SPÖ) et l'ÖVP.

### Formation
Au cours du scrutin, l'ÖVP redevient le premier parti d'Autriche tandis que le SPÖ devance le FPÖ de seulement quelques milliers de voix.
Le 24 octobre, le président fédéral Alexander Van der Bellen confie à Sebastian Kurz, président de l'ÖVP, la mission de former un nouveau gouvernement. Bien que la grande coalition bénéficie encore d'une solide majorité, il choisit dès le lendemain d'ouvrir des négociations de coalition exclusives entre son Parti populaire et le Parti de la liberté de Heinz-Christian Strache.
Kurz et Strache présentent le 15 décembre les termes de leur accord de coalition. L'assermentation du nouveau cabinet a lieu devant le chef de l'État trois jours plus tard.

### Succession

#### Crise de l'Ibizagate
Le vice-chancelier Heinz-Christian Strache annonce sa démission le 18 mai 2019, au lendemain de la publication d'une vidéo tournée en 2017 où on le voit expliquer à une femme — se présentant comme la nièce d'un oligarque russe — comment financer son parti et racheter un journal pour rendre sa ligne éditoriale proche du FPÖ. Sebastian Kurz annonce le jour même son intention de convoquer des élections législatives anticipées.
Le lendemain, le président Van der Bellen déclare souhaiter que le scrutin ait lieu en septembre, si possible dès le début du mois tandis que les sociaux-démocrates réclament le remplacement des ministres FPÖ par des indépendants.
Le 20 mai, après le limogeage du ministre fédéral de l'Intérieur Herbert Kickl, tous les ministres du FPÖ quittent collectivement le gouvernement. Par ailleurs, après le dépôt d'une motion de défiance de la JETZT – Liste Pilz, le FPÖ menace de la voter, de même que le SPÖ, qui demande la mise en place d'un gouvernement de technocrates. Tous les ministres FPÖ sont remplacés deux jours plus tard par des indépendants.

#### Censure et remplacement
Le 27 mai, la motion de censure est adoptée par le Conseil national avec le soutien du FPÖ et du SPÖ. Le vice-chancelier Hartwig Löger succède à Kurz dès le lendemain puis le 30 mai, la présidente de la Cour constitutionnelle, Brigitte Bierlein, est chargée de former un gouvernement de technocrates jusqu'aux prochaines législatives. Celui-ci entre en fonction le 3 juin.

## Composition

### Initiale (18 décembre 2017)
| Fonction                                                                                              | Titulaire | Titulaire               | Titulaire               | Parti |
| --- | --------- | ----------------------- | ----------------------- | ----- |
| Chancelier fédéral                                                                                    |           | Sebastian Kurz          | Sebastian Kurz          | ÖVP   |
| Vice-chancelier Ministre fédéral de la Fonction publique et des Sports                                |           | Heinz-Christian Strache | Heinz-Christian Strache | FPÖ   |
| Ministre fédéral de l'Europe, de l'Intégration et des Affaires étrangères                             |           | Karin Kneissl           | Karin Kneissl           | Ind.  |
| Ministre fédéral du Travail, des Affaires sociales, de la Santé et de la Protection des consommateurs |           | Beate Hartinger-Klein   | Beate Hartinger-Klein   | FPÖ   |
| Ministre fédéral de l'Éducation, de la Science et de la Recherche                                     |           | Heinz Fassmann          | Heinz Fassmann          | Ind.  |
| Ministre fédéral du Numérique et des Entreprises                                                      |           | Margarete Schramböck    | Margarete Schramböck    | ÖVP   |
| Ministre fédéral des Finances                                                                         |           | Hartwig Löger           | Hartwig Löger           | ÖVP   |
| Ministre fédéral de l'Intérieur                                                                       |           | Herbert Kickl           | Herbert Kickl           | FPÖ   |
| Ministre fédéral de la Défense nationale                                                              |           | Mario Kunasek           | Mario Kunasek           | FPÖ   |
| Ministre fédéral du Développement durable et du Tourisme                                              |           | Elisabeth Köstinger     | Elisabeth Köstinger     | ÖVP   |
| Ministre fédéral de la Constitution, des Réformes, de la Déréglementation et de la Justice            |           | Josef Moser             | Josef Moser             | Ind.  |
| Ministre fédéral des Transports, de l'Innovation et de la Technologie                                 |           | Norbert Hofer           | Norbert Hofer           | FPÖ   |
| Ministre fédéral des Femmes, de la Famille et de la Jeunesse                                          |           | Juliane Bogner-Strauß   | Juliane Bogner-Strauß   | ÖVP   |
| Ministre fédéral de l'Union européenne, des Arts, de la Culture et des Médias                         |           | Gernot Blümel           | Gernot Blümel           | ÖVP   |

### Remaniement du22 mai 2019
- Les nouveaux ministres sont indiqués en gras et ceux ayant changé d'attribution en italique.

| Fonction | Nom | Nom                   | Nom                   | Parti |
| --- | --- | --------------------- | --------------------- | ----- |
| Chancelier fédéral                                                                                                  |     | Sebastian Kurz        | Sebastian Kurz        | ÖVP   |
| Vice-chancelier Ministre fédéral des Finances                                                                       |     | Hartwig Löger         | Hartwig Löger         | ÖVP   |
| Ministre fédéral de l'Europe, de l'Intégration et des Affaires étrangères                                           |     | Karin Kneissl         | Karin Kneissl         | Ind.  |
| Ministre fédéral du Travail, des Affaires sociales, de la Santé et de la Protection des consommateurs               |     | Walter Pöltner        | Walter Pöltner        | Ind.  |
| Ministre fédéral de l'Éducation, de la Science et de la Recherche                                                   |     | Heinz Fassmann        | Heinz Fassmann        | Ind.  |
| Ministre fédéral du Numérique et des Entreprises                                                                    |     | Margarete Schramböck  | Margarete Schramböck  | ÖVP   |
| Ministre fédéral de l'Intérieur                                                                                     |     | Eckart Ratz           | Eckart Ratz           | Ind.  |
| Ministre fédéral de la Défense nationale                                                                            |     | Johann Luif           | Johann Luif           | Ind.  |
| Ministre fédéral du Développement durable et du Tourisme                                                            |     | Elisabeth Köstinger   | Elisabeth Köstinger   | ÖVP   |
| Ministre fédéral de la Constitution, des Réformes, de la Déréglementation et de la Justice                          |     | Josef Moser           | Josef Moser           | Ind.  |
| Ministre fédéral des Transports, de l'Innovation et de la Technologie                                               |     | Valerie Hackl         | Valerie Hackl         | Ind.  |
| Ministre fédéral des Femmes, de la Famille et de la Jeunesse Ministre fédéral de la Fonction publique et des Sports |     | Juliane Bogner-Strauß | Juliane Bogner-Strauß | ÖVP   |
| Ministre fédéral de l'Union européenne, des Arts, de la Culture et des Médias                                       |     | Gernot Blümel         | Gernot Blümel         | ÖVP   |

### Gouvernement provisoire
Si le gouvernement fédéral démissionne ou est renversé par une motion de censure, le président fédéral nomme un ministre sortant comme chancelier dans le cadre du gouvernement fédéral provisoire, tandis que les autres sont maintenus en fonction.
Hartwig Löger, vice-chancelier et ministre des Finances sortant, est ainsi chargé de la direction de ce gouvernement provisoire.
| Fonction | Nom | Nom                   | Nom                   | Parti |
| --- | --- | --------------------- | --------------------- | ----- |
| Chancelier fédéral Ministre fédéral des Finances                                                                    |     | Hartwig Löger         | Hartwig Löger         | ÖVP   |
| Ministre fédéral de l'Europe, de l'Intégration et des Affaires étrangères                                           |     | Karin Kneissl         | Karin Kneissl         | Ind.  |
| Ministre fédéral du Travail, des Affaires sociales, de la Santé et de la Protection des consommateurs               |     | Walter Pöltner        | Walter Pöltner        | Ind.  |
| Ministre fédéral de l'Éducation, de la Science et de la Recherche                                                   |     | Heinz Fassmann        | Heinz Fassmann        | Ind.  |
| Ministre fédéral du Numérique et des Entreprises                                                                    |     | Margarete Schramböck  | Margarete Schramböck  | ÖVP   |
| Ministre fédéral de l'Intérieur                                                                                     |     | Eckart Ratz           | Eckart Ratz           | Ind.  |
| Ministre fédéral de la Défense nationale                                                                            |     | Johann Luif           | Johann Luif           | Ind.  |
| Ministre fédéral du Développement durable et du Tourisme                                                            |     | Elisabeth Köstinger   | Elisabeth Köstinger   | ÖVP   |
| Ministre fédéral de la Constitution, des Réformes, de la Déréglementation et de la Justice                          |     | Josef Moser           | Josef Moser           | Ind.  |
| Ministre fédéral des Transports, de l'Innovation et de la Technologie                                               |     | Valerie Hackl         | Valerie Hackl         | Ind.  |
| Ministre fédéral des Femmes, de la Famille et de la Jeunesse Ministre fédéral de la Fonction publique et des Sports |     | Juliane Bogner-Strauß | Juliane Bogner-Strauß | ÖVP   |
| Ministre fédéral de l'Union européenne, des Arts, de la Culture et des Médias                                       |     | Gernot Blümel         | Gernot Blümel         | ÖVP   |